# The Equals
The Equals, brittisk popgrupp bildad i London, England år 1965. 
Gruppmedlemmarna var alla mycket unga då de bildade gruppen. Medlemmar i gruppen var tvillingarna Dervin Gordon (sång) och Lincoln Gordon (gitarr), sångaren Eddy Grant , trummisen John Hall och basisten Pat Lloyd.
1967 gavs "Hold Me Closer" ut, men det var b-sidan "Baby Come Back" som blev en hit. Låten blev en hit i Tyskland och Nederländerna, och snart också i Storbritannien. Efter succén fick gruppen två stora hits till, "Viva Bobby Joe" och "Black Skin Blue Eyed Boys".
1971 lämnade Grant gruppen och sökte lyckan som solo-artist. Fler medlemmar har tillkommit med åren.

## Diskografi
Studioalbum
- Unequalled Equals (1967)
- Equals Explosion (1967)
- Equals Supreme (1968)
- Sensational Equals (1968)
- Strike Again (1969)
- At The Top (1970)
- Rock Around the Clock Vol. 1 (1974)
- Born Ya (1976)
- Mystic Syster (1978)

Singlar (topp på UK Singles Chart)
- "I Get So Excited" / "The Skies Above" (1968) (#44)
- "Baby, Come Back" / "Hold Me Closer" (1968) (#1)
- "Laurel And Hardy" / "The Guy Who Made Her a Star" (1968) (#35)
- "Softly Softly" / "Lonely Rita" (1968) (#48)
- "Michael and The Slipper Tree" / "Honey Gum" (1969) (#24)
- "Viva Bobby Joe" / "I Can't Let You Go" (1969) (#6)
- "Rub A Dub Dub" / "After the Lights Go Down Low" (1969) (#34)
- "Black Skin Blue Eyed Boys" / "Ain't Got Nothing to Give You" (1970) (#9)